# Amt Niemegk
Das Amt Niemegk ist ein 1992 gebildetes Amt im Landkreis Potsdam-Mittelmark des Landes Brandenburg, in dem zunächst sechs Gemeinden im damaligen Kreis Belzig zu einem Verwaltungsverbund zusammengefasst wurden. Fünf weitere Gemeinden wurden noch 1992 dem Amt zugeordnet. Durch Gemeindezusammenschlüsse und Eingliederungen, auch durch Wechsel des Amtes, verringerte sich die Zahl der Gemeinden, sodass das Amt Niemegk derzeit vier amtsangehörige Gemeinden hat.

## Geographische Lage
Das Amt Niemegk liegt im Süden des Landkreises Potsdam-Mittelmark. Es grenzt im Westen an die amtsfreie Gemeinde Wiesenburg/Mark, im Norden an die amtsfreie Stadt Bad Belzig und an das Amt Brück, im Osten an die amtsfreie Stadt Treuenbrietzen sowie im Süden an das Land Sachsen-Anhalt.

## Gemeinden und Ortsteile
Das Amt Niemegk verwaltet vier Gemeinden:
- Mühlenfließ mit den Ortsteilen Haseloff-Grabow, Nichel, Niederwerbig (mit dem Gemeindeteil Jeserig) und Schlalach
- Niemegk (Stadt) mit den Ortsteilen Hohenwerbig und Lühnsdorf
- Planetal mit den Ortsteilen Dahnsdorf, Kranepuhl, Locktow (mit dem Gemeindeteil Ziezow) und Mörz
- Rabenstein/Fläming mit den Ortsteilen Buchholz b. Niemegk, Garrey (mit den Gemeindeteilen Zixdorf und Wüstemark), Groß Marzehns, Klein Marzehns, Raben und Rädigke (mit dem Gemeindeteil Neuendorf)

## Geschichte
Am 29. Oktober 1992 stimmte der Minister des Innern des Landes Brandenburg der Bildung des Amtes Niemegk zu. Als Zeitpunkt des Zustandekommens des Amtes wurde der 2. November 1992 festgelegt. Das Amt hat seinen Sitz in der Stadt Niemegk und bestand zunächst aus zehn Gemeinden im damaligen Kreis Belzig:
1. Buchholz
2. Dahnsdorf
3. Garrey
4. Groß Marzehns
5. Klein Marzehns
6. Kranepuhl
7. Mörz
8. Raben
9. Rädigke
10. Stadt Niemegk

Außerdem wurden dem Amt nach §1 Abs. der AmtO folgende weitere Gemeinden zugeordnet:
1. Brachwitz
2. Haseloff-Grabow
3. Nichel
4. Niederwerbig
5. Schlalach

Am 30. April 2002 genehmigte der Minister des Innern des Landes Brandenburg die Eingliederung der Gemeinde Brachwitz zum 1. Juni 2002 in die Stadt Treuenbrietzen (damals noch zum Amt Treuenbrietzen gehörig, ab 26. Oktober 2003 amtsfrei). Zum 1. Juli 2002 schlossen sich die Gemeinden Buchholz b. Niemegk, Garrey, Groß Marzehns, Klein Marzehns, Raben und Rädigke zur neuen Gemeinde Rabenstein/Fläming zusammen. Ebenfalls zum 1. Juli 2002 schlossen sich die Gemeinden Dahnsdorf, Kranepuhl und Mörz mit der Gemeinde Locktow (Amt Brück) zur neuen Gemeinde Planetal zusammen; Locktow wechselte damit in das Amt Niemegk. Am 30. April 2002 genehmigte das Ministerium des Innern des Landes Brandenburg den Zusammenschluss der Gemeinden Haseloff-Grabow, Nichel, Niederwerbig und Schlalach zur neuen Gemeinde Mühlenfließ mit Wirkung zum 1. Juli 2002. Damit hatte sich die Zahl der amtsangehörigen Gemeinden auf vier reduziert.

## Bevölkerungsentwicklung
| Jahr | Einwohner |
| ---- | --------- |
| 1992 | 5 571     |
| 1995 | 5 492     |
| 2000 | 5 371     |
| 2005 | 5 213     |
| 2010 | 4 851     |
| 2015 | 4 706     |

| Jahr | Einwohner |
| ---- | --------- |
| 2020 | 4 617     |
| 2021 | 4 649     |
| 2022 | 4 674     |
| 2023 | 4 645     |
| 2024 | 4 633     |

Gebietsstand des jeweiligen Jahres, Einwohnerzahl: Stand 31. Dezember, ab 2011 auf Basis des Zensus 2011, ab 2022 auf Basis des Zensus 2022

## Politik

### Amtsdirektoren
- 1993–2009: Günter Rockel
- 2009–2025: Thomas Hemmerling
- seit 2025: Cornell Röseler[11]

Hemmerling wurde am 5. Dezember 2017 vom Amtsausschuss für weitere acht Jahre in seinem Amt bestätigt. Seine zweite Amtszeit begann am 1. Mai 2017.
Röseler wurde am 28. Januar 2025 vom Amtsausschuss für eine achtjährige Amtsperiode gewählt.

### Partnergemeinde
Seit 1997 ist Schellerten in Niedersachsen Partnergemeinde des Amtes Niemegk.

## Belege
1. ↑  Bevölkerungsstand im Land Brandenburg Dezember 2024 (Fortgeschriebene amtliche Einwohnerzahlen, basierend auf dem Zensus 2022) (Hilfe dazu).
2. ↑  https://www.amt-niemegk.de/verzeichnis/visitenkarte.php?mandat=16895
3. ↑  Bildung der Ämter Niemegk und Märkische Heide. Bekanntmachung des Ministers des Innern vom 29. Oktober 1992. Amtsblatt für Brandenburg - Gemeinsames Ministerialblatt für das Land Brandenburg, 3. Jahrgang, Nummer 94, 8. Dezember 1992, S. 2128.
4. ↑  Eingliederung der Gemeinde Brachwitz in die Stadt Treuenbrietzen. Bekanntmachung des Ministeriums des Innern vom 30. April 2002. Amtsblatt für Brandenburg - Gemeinsames Ministerialblatt für das Land Brandenburg, 13. Jahrgang, Nummer 21, 22. Mai 2002, S. 555 PDF.
5. ↑  Bildung einer neuen Gemeinde Rabenstein/Fläming. Bekanntmachung des Ministeriums des Innern vom 4. März 2002. Amtsblatt für Brandenburg - Gemeinsames Ministerialblatt für das Land Brandenburg, 13. Jahrgang, 2002, Nummer 21, Potsdam, 22. Mai 2002, S. 555 PDF
6. ↑  Bildung einer neuen Gemeinde Planetal. Bekanntmachung des Ministeriums des Innern vom 30. April 2002. Amtsblatt für Brandenburg - Gemeinsames Ministerialblatt für das Land Brandenburg, 13. Jahrgang, 2002, Nummer 21, Potsdam, 22. Mai 2002, S. 555 PDF
7. ↑  Bildung einer neuen Gemeinde Mühlenfließ. Bekanntmachung des Ministeriums des Innern vom 30. April 2002. Amtsblatt für Brandenburg - Gemeinsames Ministerialblatt für das Land Brandenburg, 13. Jahrgang, 2002, Nummer 21, Potsdam, 22. Mai 2002, S. 555 PDF
8. ↑  Historisches Gemeindeverzeichnis des Landes Brandenburg 1875 bis 2005. Landkreis Potsdam-Mittelmark. S. 12–13
9. ↑  Bevölkerung im Land Brandenburg von 1991 bis 2017 nach Kreisfreien Städten, Landkreisen und Gemeinden, Tabelle 7
10. ↑  Amt für Statistik Berlin-Brandenburg (Hrsg.): Statistischer Bericht A I 7, A II 3, A III 3. Bevölkerungsentwicklung und Bevölkerungsstand im Land Brandenburg (jeweilige Ausgaben des Monats Dezember)
11. ↑  Märkische Allgemeine, Lokales Brandenburg an der Havel und Hoher Fläming, 30. Januar 2025, S. 17
12. ↑  Thomas Hemmerling darf weiter Chef sein. (Memento vom 2. Juni 2021 im Internet Archive) In: Märkische Allgemeine, 6. Dezember 2016
13. ↑  Beschluss des Amtausschusses
14. ↑  Website des Amtes Niemegk